# Ninox jacquinoti
El nínox de las Salomón (Ninox jacquinoti) es una especie de ave estrigiforme de la familia Strigidae endémica del archipiélago de las islas Salomón.

## Descripción
El nínox de las Salomón es un búho de tamaño medio, que mide entre 23 y 31 cm de largo. Sus partes superiores son de color castaño con moteados y listados blanquecinos variables. Su pecho también es castaño listado en la parte superior y color crema manchado de castaño en la inferior, mientras que su vientre es de color crema liso. Tiene un disco facial pardo grisáceo enmarcado con bordes blancos sobre los ojos y a través de la garganta.

## Taxonomía
Fue descrito científicamente por el ornitólogo francés Charles Lucien Bonaparte en 1850, asignado al género Athene. Su nombre específico conmemora al explorador francés Charles Hector Jacquinot, que pasó bastante tiempo en el Pacífico. Su nombre común hace referencia al archipiélago de las Salomón, donde habita.

## Distribución y hábitat
Se encuentra únicamente en el archipiélago de las islas Salomón, tanto en las islas pertenecientes a las Islas Salomón como en las de Papúa Nueva Guinea. Habita en los bosques húmedos tropicales tanto de los montes como de tierras bajas, llegando hasta los 1.500 m sobre el nivel del mar. Es un ave nocturna, que caza principalmente insectos y pequeños vertebrados. Por el día descansa tanto en los huecos de los árboles como en la base de las ramas.
Aunque su población total no se ha cuantificado, es común en su restringida área de distribución. La tendencia de su población parece estable, aunque se sabe que se atrapan algunos individuos para servir como mascotas.